# Ligia Elena
Ligia Elena é uma telenovela venezuelana exibida em 1982 pela Venevisión.

## Elenco
- Alba Roversi- Ligia Elena Irazabal
- Guillermo Dávila- Ignacio Ramón Nacho Gamboa
- Diego Acuña
- Reneé de Pallás
- Raúl Xiqués
- Ramón Hinojosa
- Yolanda Méndez
- Julio Jung
- Corina Azopardo
- Esther Orjuela